# ماكس كون
ماكس كون (بالفرنسية: Max Kohn) هو نحات ورسام لوكسمبورغي، ولد في 17 نوفمبر 1954 في إيش سوغ ألزيت في لوكسمبورغ.

## وصلات خارجية
- الموقع الرسمي